# Jurga Ivanauskaitė
Jurga Ivanauskaitė (Vilnius, 1961. november 14. – Vilnius, 2007. február 17. ) litván képzőművész, fotográfus, regény-, esszé-, drámaíró és költő. Litvánia egyik legolvasottabb szerzője, a kortárs balti irodalom különleges alakja.

## Pályafutása
Képzőművészeti gimnáziumban érettségizett. Középiskolai évei alatt adták ki első verseit. Novellái 1982-ben jelentek meg. 1985-ben végzett grafika szakon a Vilniusi Művészeti Akadémián, és még abban az évben kiadták a Gyöngyvirágok éve (Pakalnučių metai) című novelláskötetét. A könyv ékesen bizonyította, hogy Ivanauskaitė olyan író, aki felrúgja a társadalmi konvenciókat. Nagy sikert aratott a fiatalok körében, mert nekik elegük volt a Glavlit, a szovjet cenzúrahivatal által engedélyezett dagályos regényekből és versekből. Később sem tartozott Litvánia hivatalos művészeti életéhez, egyéni stílusa és egzotikus személyisége miatt a litván kulturális elit gyakran lenézően kezelte őt. 1988-ban jelent meg a Hold gyermekei (Mėnulio vaikai) regénye.
Tomas Venclovához hasonlóan Ivanauskaitė is sokat merített családjának szokatlanul gazdag könyvtárából. 1994-ben utazott először Indiába, Dharamszalában tanulmányozta a buddhizmust. Később hosszú utakat tett Tibetben. Három könyv született tibeti élményeiből, rajzaiból, fotóiból rendezett kiállításai tömegeket vonzottak.

## Művei
- Pakalnuciu metai (Gyöngyvirágok éve) novelláskötet, 1985, 2003
- Menulio vaikai (A hold gyermekei) regény, 1988
- Kaip uzsiauginti baime, novellák, 1989
- Stebuklinga spanguole, mese, 1991
- Pragaro sodai, 1992
- Ragana ir lietus,1993. 2002
- Agnijos magija, 1995
- Istremtas Tibetas, 1996
- Kelione i Sambala, 1997
- Prarasta Pazadetoji zeme, 1999
- Sapnu nubloksti, 2000
- Kelioniu alchemija, 2003
- Placebas, 2003